# Jean Leon Gerome Ferris
Jean-Léon Gérôme Ferris, dit Gerome Ferris ou J. L. G. Ferris, né le 8 août 1863 à Philadelphie où il est mort le 18 mars 1930, est un peintre d’histoire américain surtout connu pour sa série de 78 scènes de l’histoire américaine, intitulée Reconstitution historique d’une nation, la plus grande série de peintures historiques américaines réalisée par un seul artiste.

## Biographie
Ferris est le fils du portraitiste Stephen James Ferris (1835-1915), admirateur des peintres Marià Fortuny et Jean-Léon Gérôme, son professeur à Paris en l’honneur duquel il a nommé son fils.
Il grandit dans un environnement artistique. Neveu de deux peintres renommés Edward Moran et Thomas Moran, il est formé par son père.
En 1879, il intègre la Pennsylvania Academy of the Fine Arts, avant d’aller compléter sa formation, au début de l’année 1883, sous la direction de William-Adolphe Bouguereau à l’académie Julian. Il a également l’occasion de faire la rencontre de celui auquel il doit son nom, le peintre Jean-Léon Gérôme. À la recommandation de celui-ci, dont « L’axiome était que l’on peint d’autant mieux ce dont on est le plus familier », il décide de peindre des scènes de l’histoire américaine, comme il le rapporte dans son autobiographie.
Ses premiers sujets lui sont cependant peu familiers puisqu’ils sont de nature orientalistes, mais ce mouvement étant en vogue dans sa jeunesse. Certains de ses documents sont originaux, mais d’autres sont des copies d’après Fortuny, lui-même n’ayant jamais connu l’Asie. En 1882, il expose une toile orientaliste intitulée Feeding the Ibis, évalué à 600 $.
En 1895, sa réputation de peintre historique faite, il entreprend de réaliser son rêve de créer une série de tableaux relatant un récit historique, tout en continuant à peindre des toiles de style orientaliste pour subvenir à ses besoins. En 1898, après avoir vendu l’un de ceux-ci, le Lever du général Howe, 1777, il en vient à le regretter lorsqu’il se rend compte qu’une telle série ne peut être complète que si tous les tableaux sont conservés ensemble. Il n’en vendra donc jamais d’autre mais, en revanche, il fait vendre les droits de reproduction à différentes maisons d’édition, qui en tireront des gravures, cartes postales, calendriers et autres cartes commerciales vierges destinées à la publicité. Ceci a, en conséquence, considérablement contribuer à populariser son œuvre, dont des cartes étaient encore vendues jusqu’en 1984.
En 1894, il épouse Annette Amelia Ryder, dont il aura une fille, Elizabeth Mary.
Consistant en des représentations idéalisées de grands moments de l’Histoire américaine, ses tableaux sont souvent historiquement inexacts. Le débarquement de William Penn, par exemple, montre son accueil à New Castle par des Amérindiens vêtus selon la tradition des tribus des Grandes Plaines. On voit des maisons qui ne pouvaient pas avoir été déjà construites. Dans sa représentation du premier Thanksgiving, de 1621, des tenues noires sont à tort données aux pèlerins tandis que les Wampanoags ne portaient pas, historiquement, de bonnets de guerre à plumes et ne s’asseyaient pas non plus par terre.
La série complète de ses tableaux a fait l’objet d’une exposition à l’Independence Hall de Philadelphie de 1913 à 1930, avant d’être déplacée au Congress Hall. Dans les années suivantes, elle est exposée dans un certain nombre de sites, dont la Smithsonian Institution, avant d’être rendue à la famille Ferris. L’œuvre de Ferris a longtemps été très populaire, mais les critiques modernes se montrent beaucoup moins élogieux.
La Société américaine de philosophie reproche à ses représentations historiques de confondre « vérité et vraisemblance ». L’historien de l’art Gerald Ackerman les décrit comme « splendides dans l’exactitude des accessoires, des vêtements et surtout dans les détails des véhicules de transport terrestre et les navires », mais « d’exécution extrêmement aride et de composition assez monotone. »

## Œuvres

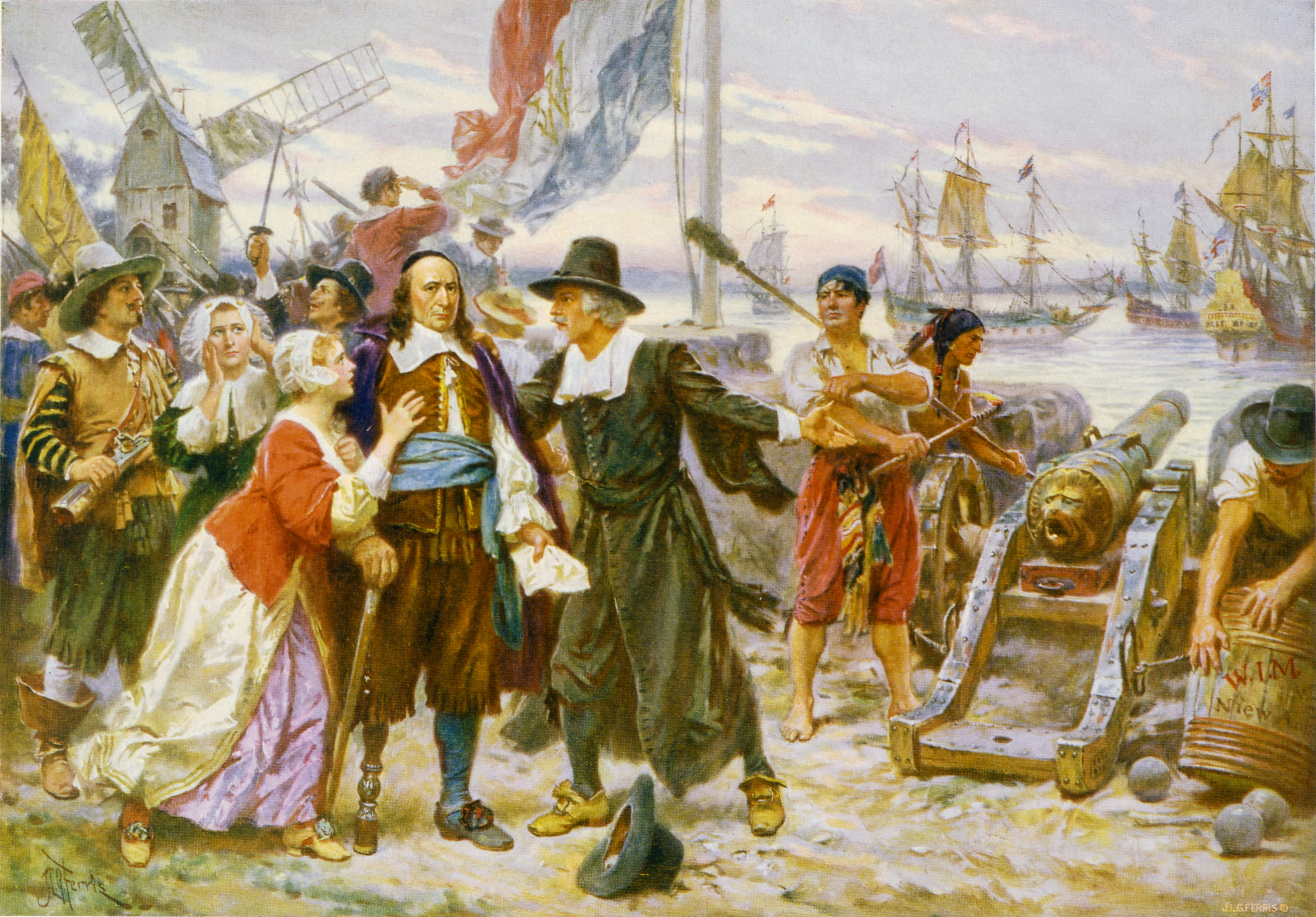
La Chute de la Nouvelle-Amsterdam en 1664.
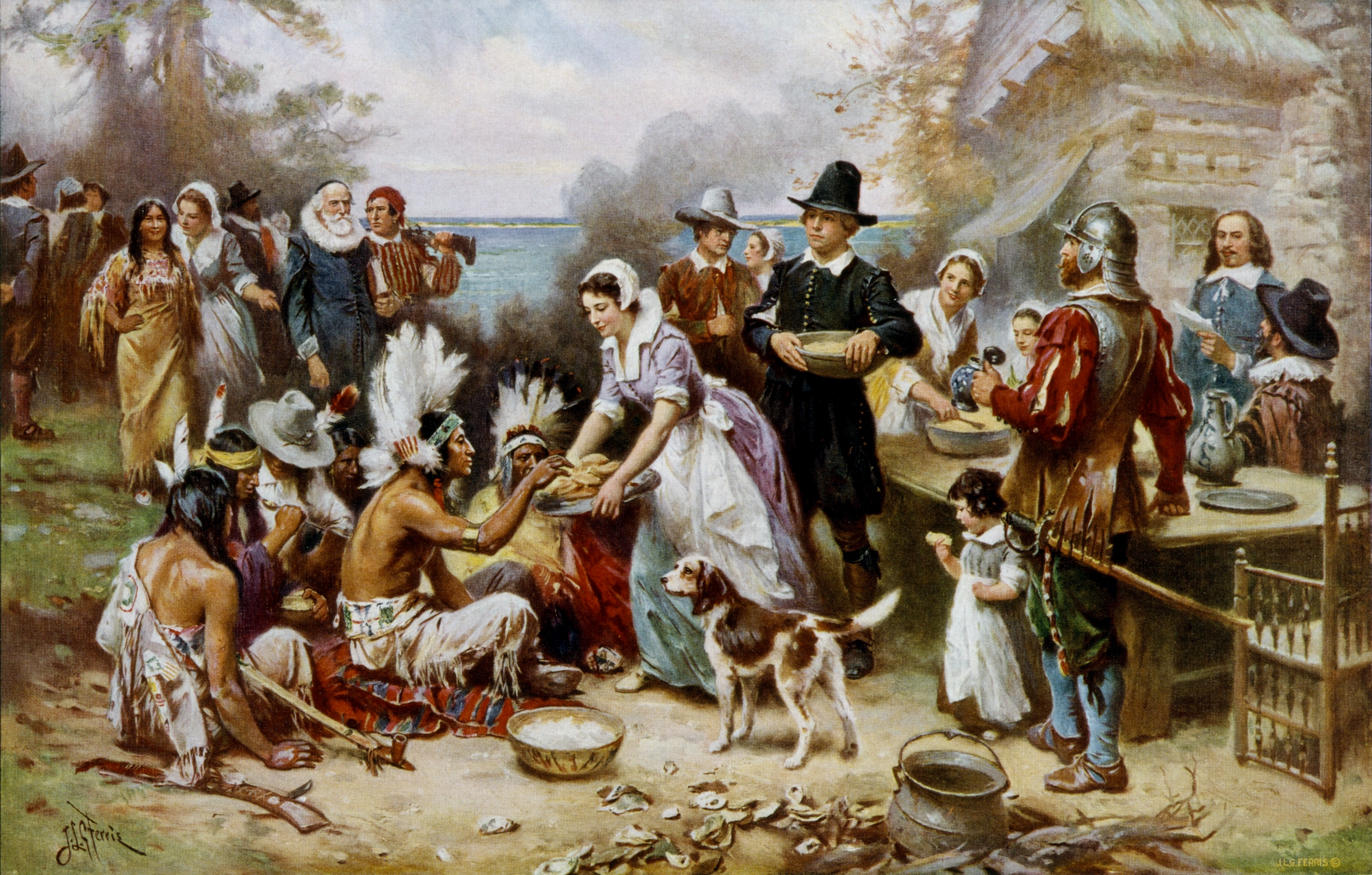
La Première Action de grâce en 1621.
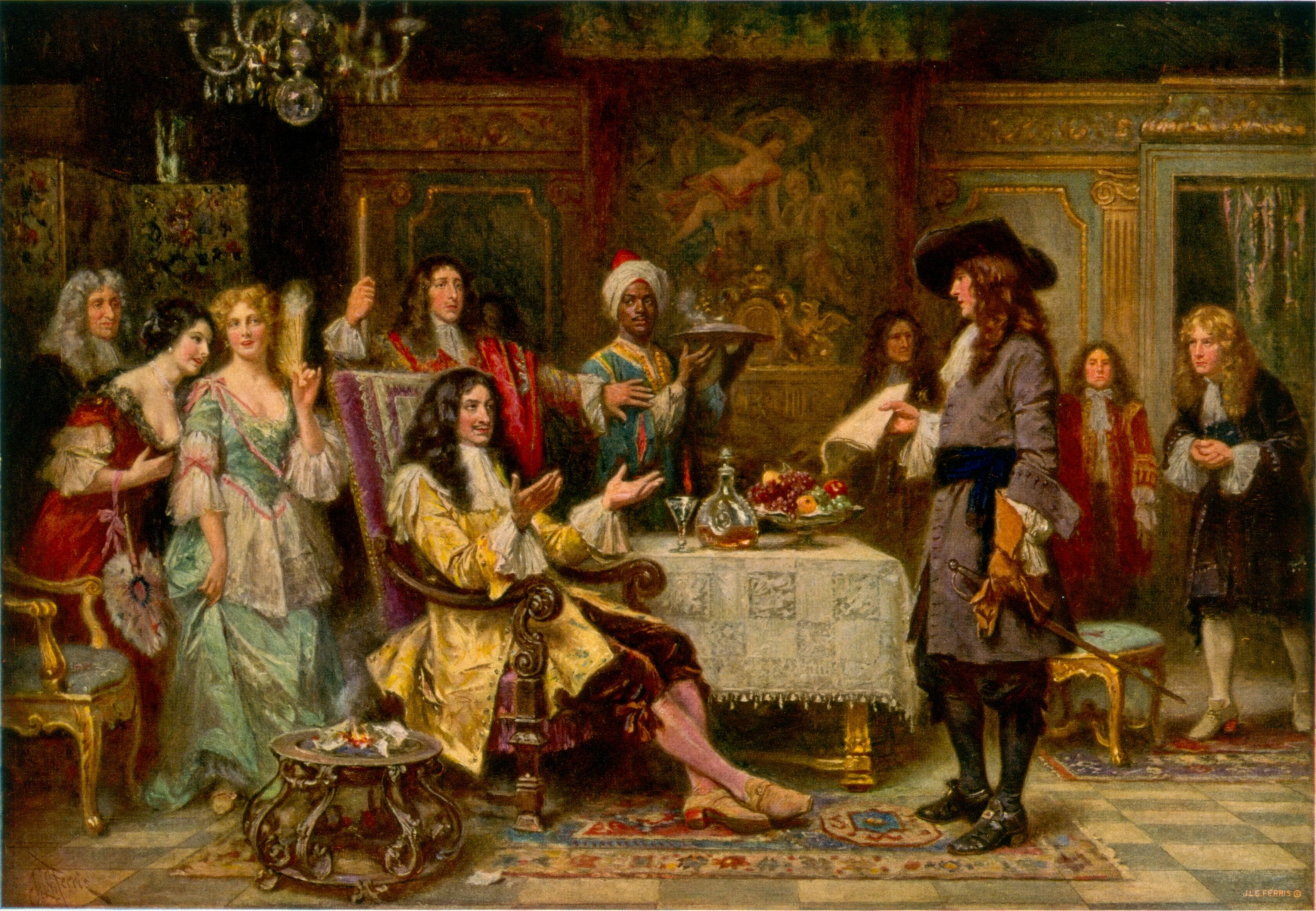
Naissance de la Pennsylvanie en 1680.
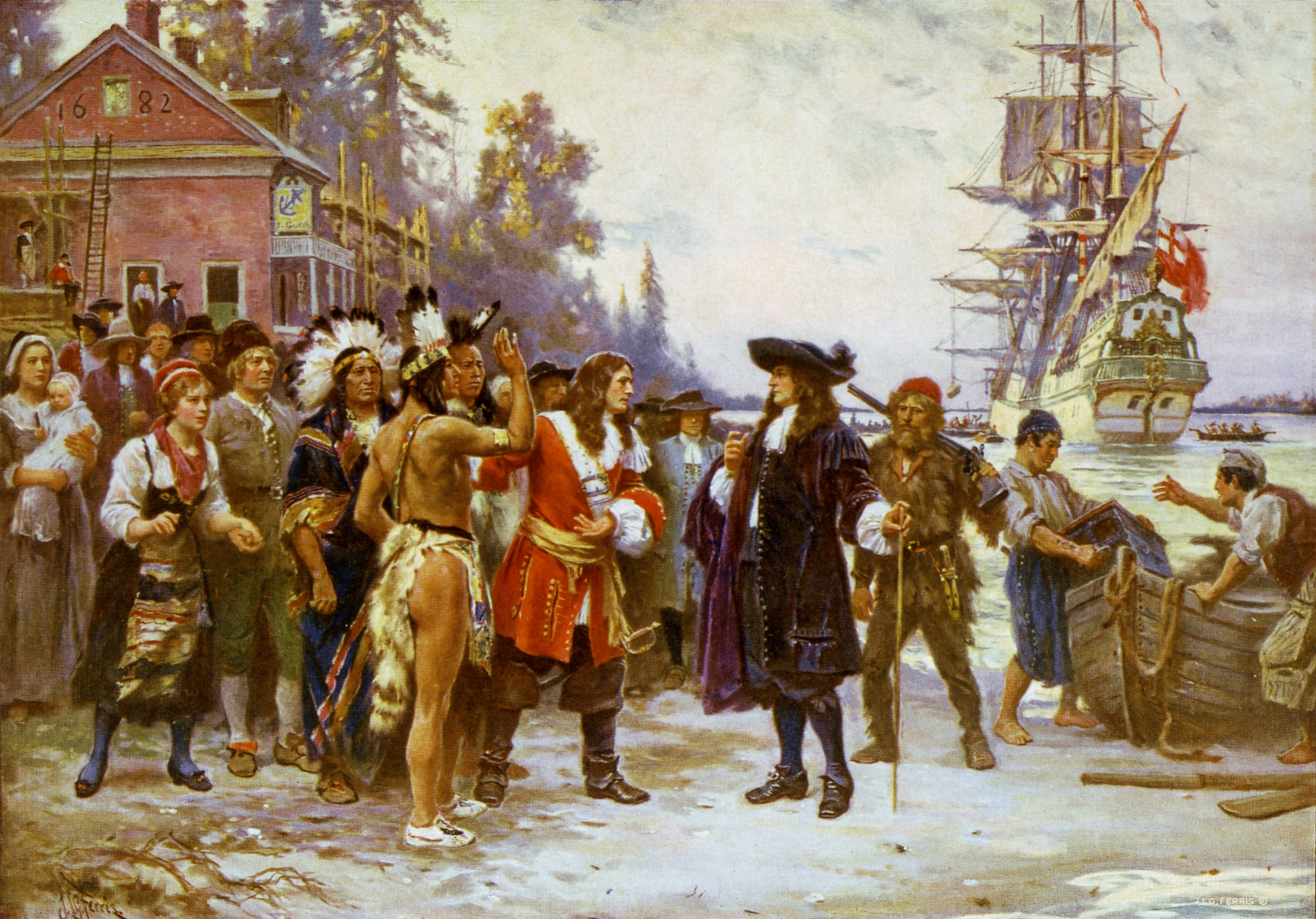
Le Débarquement de William Penn en 1682.
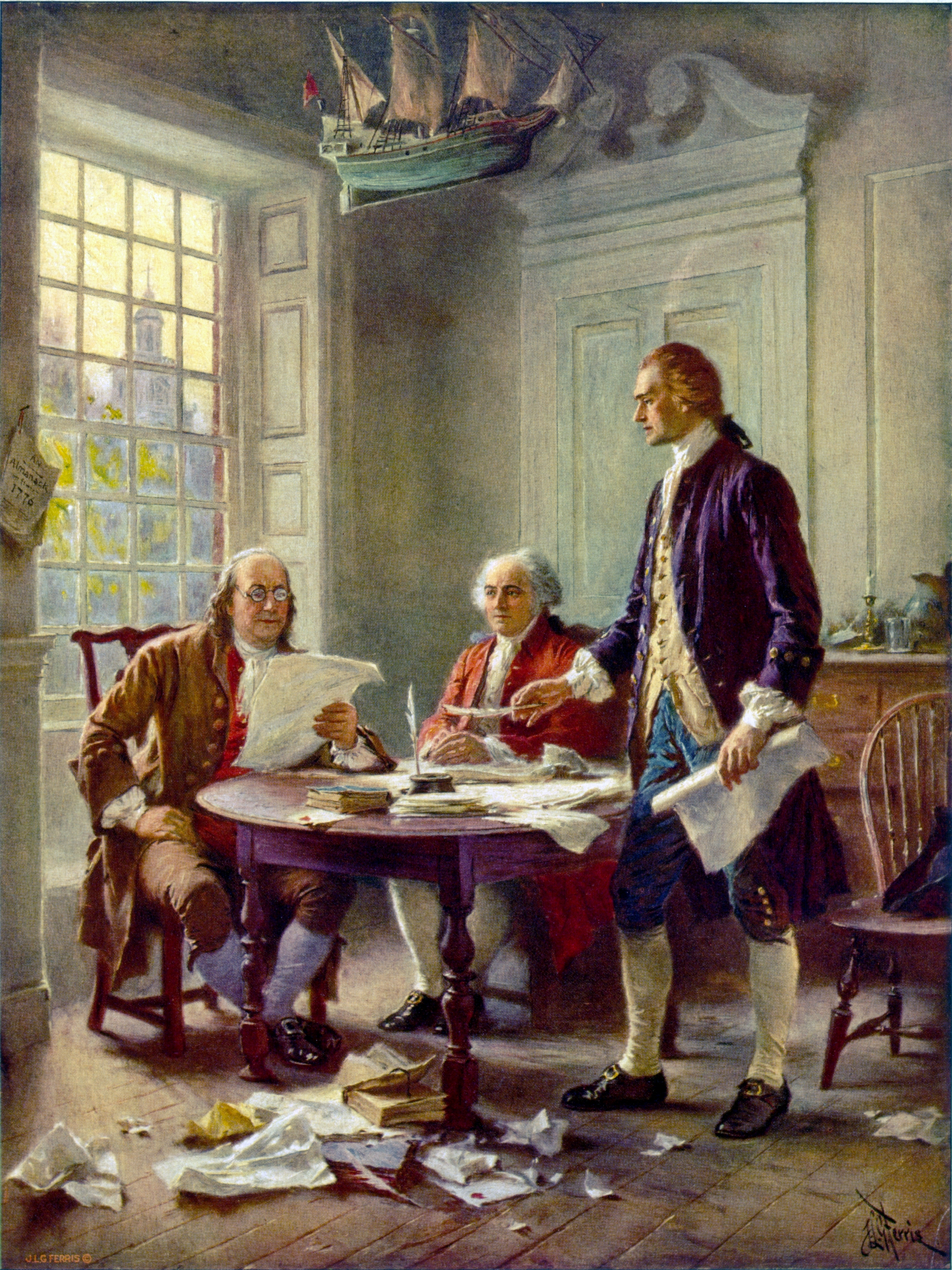
Rédaction de la Déclaration d’Indépendance en 1776.
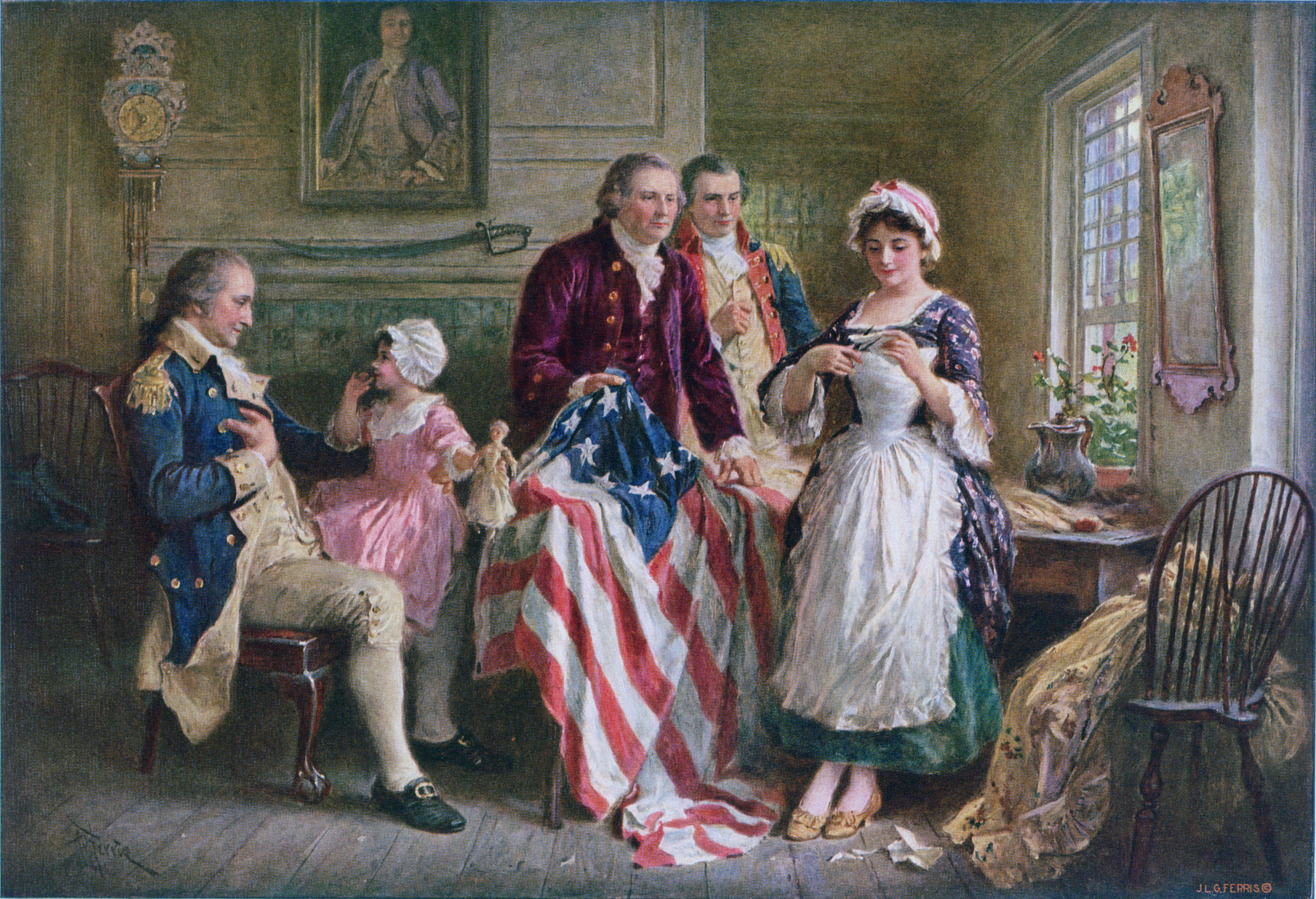
Betsy Ross élaborant le drapeau américain en 1777.
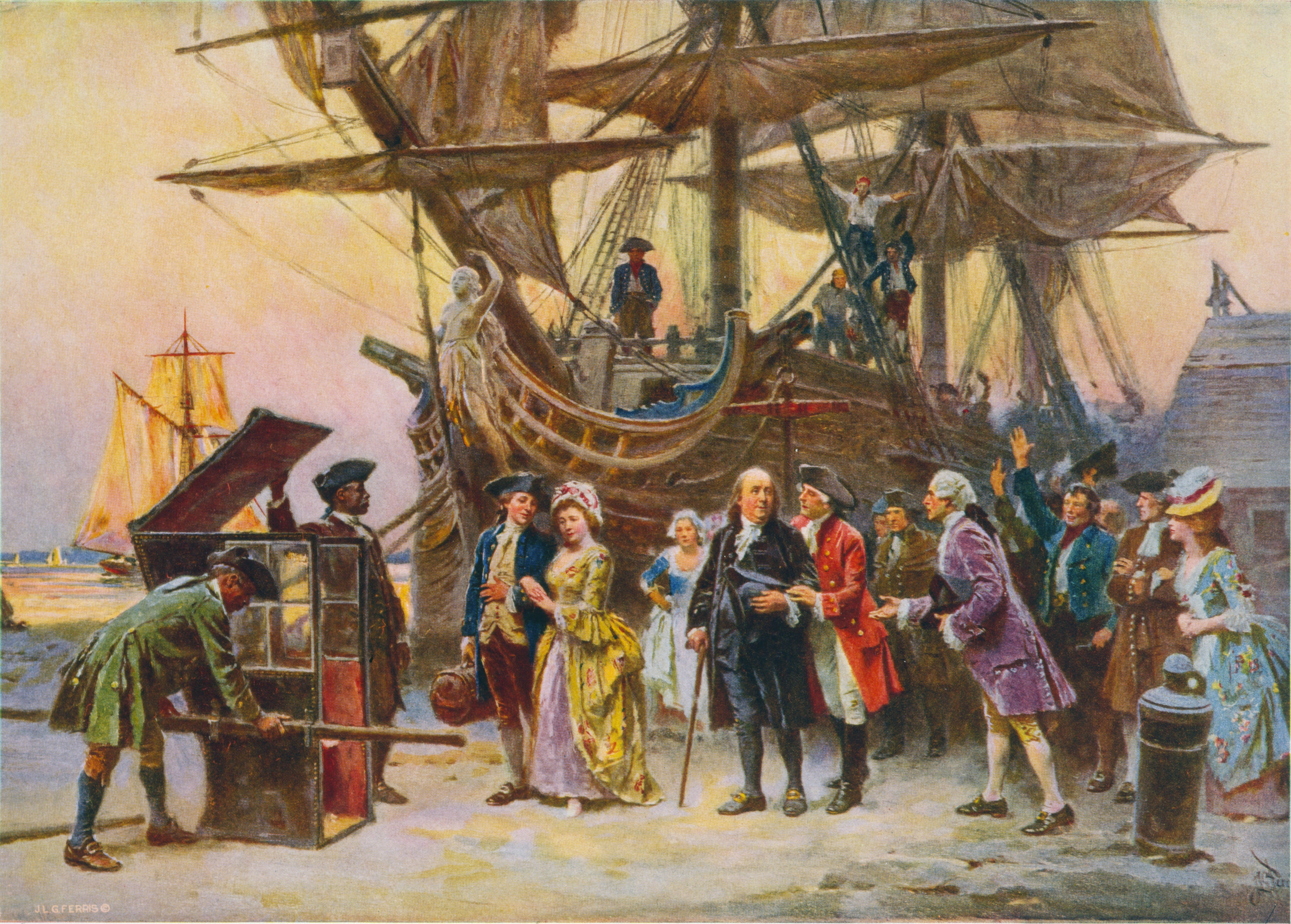
Le Retour de Franklin à Philadelphie en 1785.
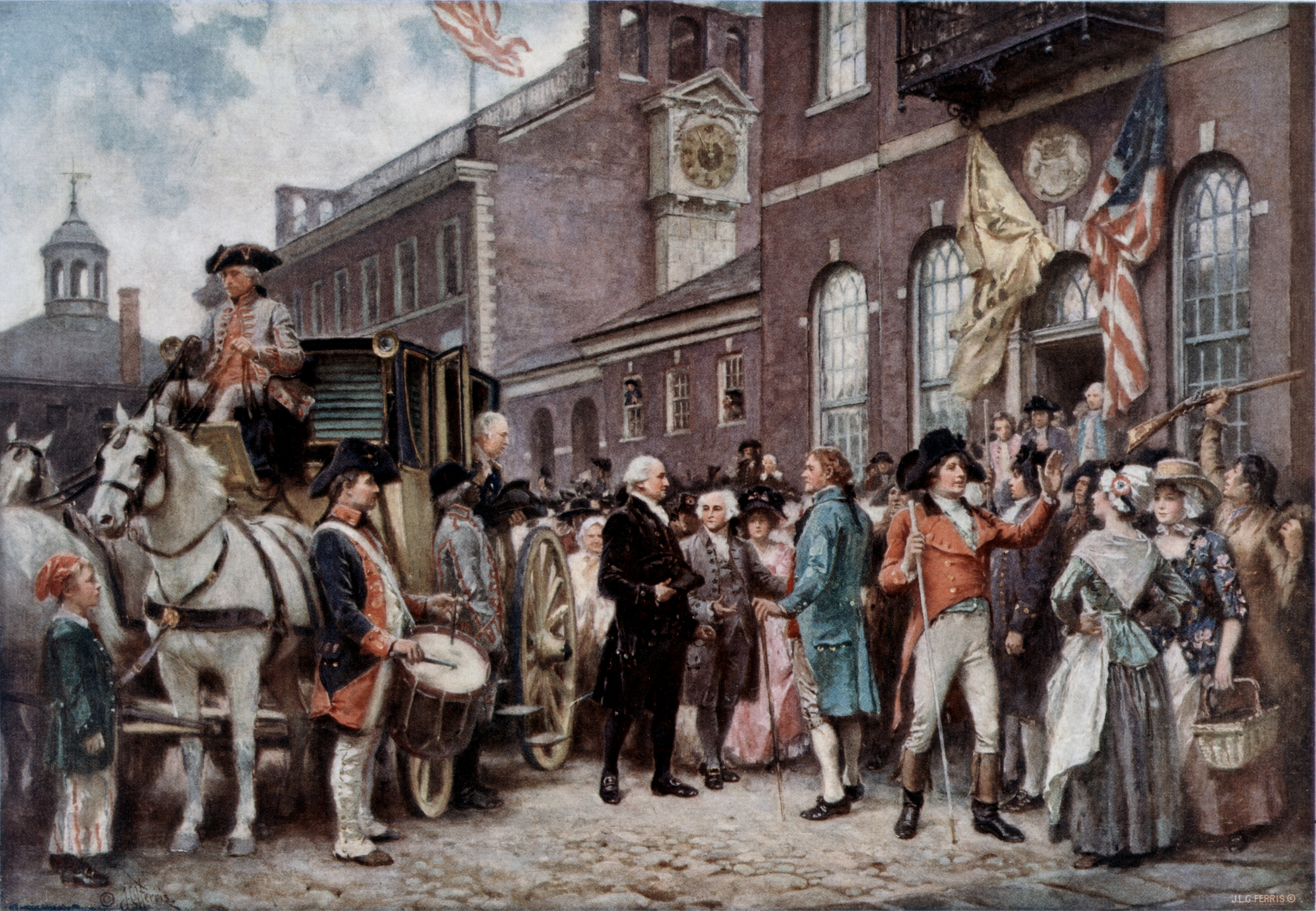
Inauguration de Washington à Philadelphie en 1793.
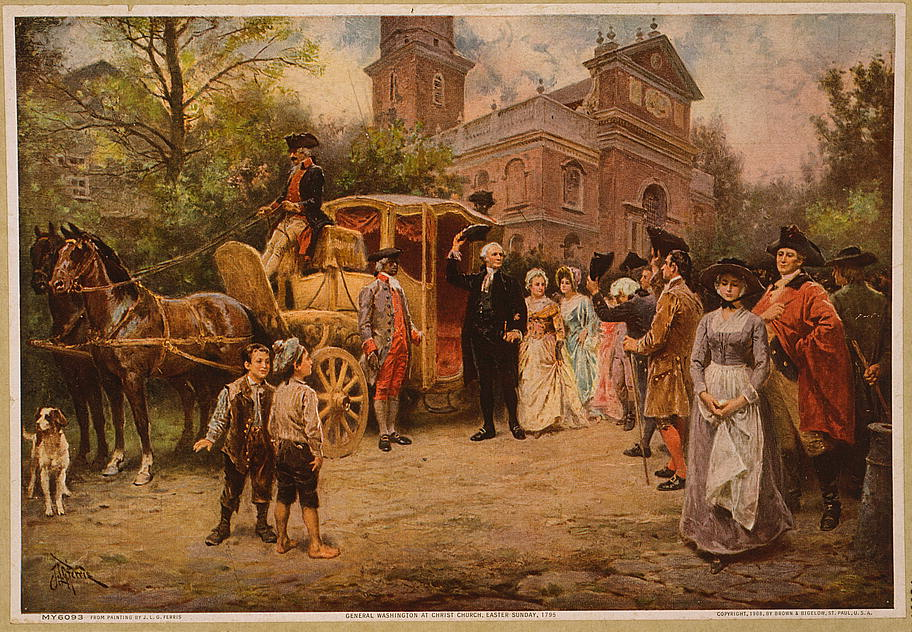
Le Général Washington à Christ Church, Pâques 1795.